# Giulietta Masina
Giulia Anna Masina, conocida artísticamente como Giulietta Masina (San Giorgio di Piano, Emilia-Romaña; 22 de febrero de 1921-Roma, 23 de marzo de 1994), fue una actriz italiana, esposa del cineasta Federico Fellini.

## Biografía

### Primeros años
Hija del violinista y profesor de música Gaetano Masina y de la maestra Angela Flavia Pasqualin, pasó la mayor parte de su infancia y adolescencia en Roma viviendo en casa de una tía suya que quedó viuda. Estudió en el liceo de las Hermanas Ursulinas y posteriormente se licenció en Filosofía y Letras por la Universidad de La Sapienza. Durante su paso por la universidad, cultivó su pasión por la interpretación y en el curso 1941-42 participó en numerosos espectáculos de danza, música y teatro universitario en el Stadium Urbis, que luego se convertiría en el Teatro Ateneo de Roma. En 1943 entró a formar parte de la Compañía de Teatro Cómico Musical donde actuaría como bailarina, cantante y actriz en diferentes operetas y obras cómicas.

### Fellini y Giulietta
En esta fechas, también comienza a trabajar como actriz de radio, junto a Nella Maria Bonora y Franco Becci, voces muy populares en la época. Comienza a ser conocida por el éxito del serial radiofónico Terziglio que contaba las aventuras de Cico y Pallina, que interpretaba junto al locutor Angelo Zanobini. Estaba escrito por Federico Fellini, por entonces un versátil joven, redactor de la revista satírica Marc'Aurelio. Giulietta y Federico se casan el 30 de octubre de 1943, comenzando así una intensa relación afectiva y artística, que sería una de las más relevantes de la historia del cine italiano. Varios meses después del matrimonio, una caída por una escalera le produciría un aborto. Tras esto, el 22 de marzo de 1945, nace su hijo Pierfederico, que desgraciadamente fallecería sólo un mes después, el 24 de abril de 1945 de insuficiencia respiratoria. Fue el único hijo que tuvo la pareja.
Después del fin de la Segunda Guerra Mundial, retoma el teatro universitario con la obra Angélica, escrita y dirigida por Leo Ferrero y coprotagonizada por Marcello Mastroianni, otro de los actores italianos más reconocidos de la historia. La obra Gli innamorati sería su última incursión en el teatro en 1951.
Su primera incursión en el cine se produjo en 1946 como extra en la película Camarada (Paisà) de Roberto Rossellini, pero su verdadero primer trabajo fue en 1947 en la película Sin piedad (Senza pietà), dirigida por Alberto Lattuada e interpretada junto a Carla Del Poggio. Este papel, de chica de buen corazón y aspecto pizpireto, se repetirá en esta primera etapa en películas dirigidas por Carlo Lizzani, Giuseppe Amato o Renato Castellani. Pero es de la mano de su marido que alcanza la popularidad mundial con su mítico personaje de Gelsomina en la película La strada (1954), junto a Anthony Quinn y Richard Basehart.
En 1957, Giulietta Masina interpretó el que es, probablemente, el papel más relevante de su carrera en Las noches de Cabiria (Le notti di Cabiria) dirigida por su marido. Este personaje aparecía fugazmente ya en la primera película de Fellini El jeque blanco (Lo sceicco bianco) de 1951. En 1958 trabaja junto a Alberto Sordi en la película Fortunella del director Eduardo De Filippo. Fellini contará también con su esposa en su primer largometraje en color, Giulietta de los espíritus (Giulietta degli spiriti) (1965), una historia de fuerte carga surrealista sobre la infidelidad en la pareja. Veinte años más tarde, en 1985, volverá a actuar para Fellini en la melancólica historia de Ginger y Fred (Ginger e Fred) donde junto a Marcello Mastroianni interpretarán a una antigua pareja de baile que imitaban a Fred Astaire y Ginger Rogers, muy populares durante la guerra y que se reúnen al cabo de muchos años invitados por un grandilocuente show televisivo, paradigma del consumismo y del sentimentalismo fácil.
Giulietta Masina murió, víctima del cáncer, en la capital italiana en marzo de 1994, a la edad de 73 años. Sólo sobrevivió cinco meses a su esposo, que murió en octubre de 1993. Fellini y Masina fueron enterrados junto a su malogrado hijo en el cementerio de Rímini, ciudad natal del director. En 2003 se descubrió junto a la tumba un monumento en bronce en forma de vela realizado por el escultor italiano Arnaldo Pomodoro.

### Premios cinematográficos
Entre los premios más importantes de su trayectoria se puede destacar los cuatro Lazos de Plata (Nastro d'Argento) del Sindicato de periodistas cinematográficos italianos, como actriz principal en Las noches de Cabiria (1958) y Ginger y Fred (1986) y como actriz secundaria en Sin piedad (1948) y Luces de variedades (Luci del varietà) (1950). Además le fue concedido un David de Donatello especial en el 30.º aniversario de los premios en 1986 y fue candidata en dos ocasiones a los Premios BAFTA británicos como mejor actriz extranjera en 1954 y 1957.
En los festivales de cine, Giuletta Masina obtuvo el reconocimiento como mejor actriz por su papel en Las noches de Cabiria en 1957 en Cannes y en San Sebastián.
En 1957 fue galardonada con la Medalla del Círculo de Escritores Cinematográficos a la mejor actriz extranjera por su interpretación en La Strada, y al año siguiente repitió premio por su papel en Las noches de Cabiria.

### Radio y televisión
A pesar de que su carrera cinematográfica fue predominante, Giulietta Masina trabajó también en radio y televisión. De 1966 a 1969 fue, con gran éxito, presentadora de un programa radiofónico titulado Cartas a Giuletta Masina, en el que los radioyentes escribían a la actriz. Estas cartas fueron posteriormente recopiladas en un libro. También trabajó en televisión fundamentalmente en los 70, en dos producciones de gran éxito: Eleonora (1973) dirigida por Silverio Blasi y Camilla (1976) dirigida por Sandro Bolchi, adaptación de la novela Un inverno freddissimo de Fausta Cialente.

## Filmografía
| Año  | Título                     | Título original                      | Papel                    | Director                          | Notas                                         |
| 1946 | Camarada                   | Paisà                                | Chica que sube escaleras | Roberto Rossellini                | Ni siquiera aparece en los títulos de crédito |
| 1948 | Sin piedad                 | Senza pietà                          | Marcella                 | Alberto Lattuada                  |                                               |
| 1950 | Luces de variedades        | Luci del varietà                     | Melina Amour             | Federico Fellini Alberto Lattuada |                                               |
| 1951 | El jeque blanco            | Lo sceicco bianco                    | Cabiria                  | Federico Fellini                  | Primera aparición del personaje de Cabiria    |
| 1951 | Persiane chiuse            | Persiane chiuse                      | Pippo                    | Luigi Comencini                   |                                               |
| 1952 | Europa '51                 | Europa '51                           | Passerotto               | Roberto Rossellini                |                                               |
| 1954 | La strada                  | La strada                            | Gelsomina                | Federico Fellini                  |                                               |
| 1954 | Mujeres prohibidas         | Donne proibite                       | Rosita                   | Giuseppe Amato                    |                                               |
| 1955 | Buenas noches, abogado     | Buonanotte... avvocato!              | Carla                    | Giorgio Bianchi                   |                                               |
| 1955 | Almas sin conciencia       | Il Bidone                            | Iris                     | Federico Fellini                  |                                               |
| 1957 | Las noches de Cabiria      | Le notti di Cabiria                  | Cabiria                  | Federico Fellini                  | Obtuvo varios premios internacionales         |
| 1958 | Fortunella                 | Fortunella                           | Nanda Diotallevi         | Eduardo De Filippo                |                                               |
| 1959 | Infierno en la ciudad      | Nella città l'inferno                | Lina                     | Renato Castellani                 |                                               |
| 1965 | Giulietta de los espíritus | Giulietta degli spiriti              | Giulietta Boldrini       | Federico Fellini                  | Primera película en color de Fellini          |
| 1967 | El gran amante             | Scusi, lei è favorevole o contrario? | Anna                     | Alberto Sordi                     |                                               |
| 1969 | La loca de Chaillot        | The Madwoman of Chaillot             | Gabrielle                | Bryan Forbes                      |                                               |
| 1985 | La dama de las nieves      | Perinbaba                            | Perinbaba                | Juraj Jakubisko                   |                                               |
| 1985 | Ginger y Fred              | Ginger e Fred                        | Amelia Bonetti (Ginger)  | Federico Fellini                  |                                               |
| 1991 | Hoy, quizá                 | Aujourd'hui peut-être...             | Bertille                 | Jean-Louis Bertucelli             |                                               |

## Premios y distinciones
| Festival o Premio cinematográfico        | Año  | Categoría                            | Película                   | Resultado |
| ---------------------------------------- | ---- | ------------------------------------ | -------------------------- | --------- |
| Lazo de plata                            | 1949 | Mejor actriz de reparto              | Sin piedad                 | Ganadora  |
| Lazo de plata                            | 1951 | Mejor actriz de reparto              | Luces de variedades        | Ganadora  |
| Premios BAFTA                            | 1956 | Mejor actriz extranjera              | La strada                  | Nominada  |
| Festival Internacional de Cine de Cannes | 1957 | Mejor actriz                         | Las noches de Cabiria      | Ganadora  |
| Festival de Cine de San Sebastián        | 1957 | Mejor actriz                         | Las noches de Cabiria      | Ganadora  |
| Premios San Jorge de Cinematografía      | 1958 | Mejor actriz                         | La strada                  | Ganadora  |
| Lazo de plata                            | 1958 | Mejor actriz                         | Las noches de Cabiria      | Ganadora  |
| Premios BAFTA                            | 1959 | Mejor actriz extranjera              | Las noches de Cabiria      | Nominada  |
| Lazo de plata                            | 1959 | Mejor actriz                         | Fortunella                 | Nominada  |
| Premios San Jorge de Cinematografía      | 1959 | Mejor actriz extranjera              | Las noches de Cabiria      | Ganadora  |
| Premio David de Donatello                | 1965 | Mejor actriz                         | Giulietta de los espíritus | Ganadora  |
| Lazo de plata                            | 1966 | Mejor actriz                         | Giulietta de los espíritus | Nominada  |
| Lazo de plata                            | 1986 | Mejor actriz                         | Ginger y Fred              | Ganadora  |
| Premio David de Donatello                | 1986 | Mejor actriz                         | Ginger y Fred              | Nominada  |
| Premio David de Donatello                | 1986 | Premio honorífico                    |                            | Ganadora  |
| Festival Internacional de Cine de Berlín | 1986 | Premio honorífico - Berlinale Camera |                            | Ganadora  |
| Festival de Cine de Giffoni              | 1986 | Premio Nocciola d'oro                |                            | Ganadora  |